# HMS St George (1785)
Pour les autres navires du même nom, voir HMS St George.
Le HMS St George est un vaisseau de ligne de 2e rang de 98 canons de la Royal Navy, lancé le 14 octobre 1785 à Portsmouth. En 1793, il fait l'une des plus importantes prises faites par la Navy. Il participe par la suite à la bataille des îles d'Hyères en 1795 et à la bataille de Copenhague en 1801. Il fait naufrage au large du Jutland en 1811, et la quasi-totalité de ses marins périssent noyés.

## Carrière
En 1793, le captain John Gell est promu Rear-Admiral of the Blue et déplace son pavillon à bord du St George. Alors qu'il croise en Méditerranée avec son escadre, Gell capture un corsaire français et le navire qu'il avait lui-même capturé le St Jago. Ces prises sont parmi les plus importantes faites par la Navy. La valeur de la cargaison du St Jago est un sujet de conflit jusqu'au 4 février 1795, date à laquelle elle est finalement fixée à 935 000 £. À cette époque, l'équipage, les marins et les officiers, partageaient entre eux la valeur des prises. La part revenant à l'amiral Hood s'élève alors à 50 000 £. Les vaisseaux qui ramènent le St Jago à Portsmouth sont le St George, le Egmont, le Edgar, le Ganges et le Phaeton.
En octobre 1793, Gell parvient à obtenir la reddition de la frégate française Modeste, qui avait rompu la neutralité du port de Gênes. Après cela, Gell rentre en Angleterre pour la dernière fois, pour raisons de santé
Le St George est présent à la bataille des îles d'Hyères en 1795, et à la bataille de Copenhague en 1801, où son capitaine est Thomas Masterman Hardy, le futur capitaine du HMS Victory sous Nelson à la bataille de Trafalgar. En 1847, l'Admiralty autorise la frappe d'une Naval General Service Medal avec l'inscription « COPENHAGEN 1801 », destinée à tous les survivants de la bataille.

## Naufrage
St George fait naufrage près de Ringkøbing sur la côte occidentale du Jutland le 24 décembre 1811. Il échappe une première fois de s'échouer sur un banc de sable (Rødsand) au sud de l'île de Seeland le 15 décembre, de retour d'une croisière en mer Baltique. Alors que des réparations ont été effectués sur le mât et sur le gouvernail (ce dernier a été remplacé par un gouvernail temporaire), le vaisseau dévie considérablement de sa route, lorsqu'une violente tempête se lève. Les dégâts sur le bâtiment — combinés au gros temps — conduisent le St George à venir s'abîmer à Nazen, à 3 milles marins (5,6 km) de Ringkøbing, en compagnie du HMS Defence.
Sur les 738 hommes d'équipage, seuls sept peuvent être sauvés. Parmi les victimes figurent le Rear-Admiral Robert Carthew Reynolds et le captain Daniel Oliver Guion. La plupart des dépouilles s'échouent sur le rivage et sont enterrées dans les dunes de sable de Thorsminde, qui sont depuis connues sous le nom de « dunes des hommes morts ».

## Redécouverte
La cloche du vaisseau est redécouverte en 1876 et sert de cloche à l'église de No près de Ringkøbing jusqu'en mai 2011, date à laquelle elle est offerte par l'église au Strandingsmuseum St. George de Thorsminde, à l'occasion de la rénovation de l'église.
À la suite de l'exposition consacrée au naufrage du St George en 1981, des centaines d'objets provenant du vaisseau ont été retrouvés, et nombre d'entre eux sont exposés au Strandingsmuseum St George de Thorsminde.

## Sources et bibliographie
- (en) William Patrick Gossett, The lost ships of the Royal Navy, 1793-1900, Mansell, 1986, 157 p. (ISBN 0-7201-1816-6)
- (en) Brian Lavery, The Ship of the Line, vol. 1: The development of the battlefleet 1650-1850, Conway Maritime Press, 2003 (ISBN 0-85177-252-8)
- (en) Michael Phillips, Ships of the Old Navy (lire en ligne)